# Caligavis
Caligavis – rodzaj ptaków z rodziny miodojadów (Meliphagidae).

## Zasięg występowania
Rodzaj obejmuje gatunki występujące w Australii i na Nowej Gwinei.

## Morfologia
Długość ciała 15–22 cm; masa ciała 12–37 g.

## Systematyka

### Etymologia
Caligavis: łac. caligo, caliginis „ciemność”; avis „ptak”.

### Podział systematyczny
Taksony wyodrębnione z Lichenostomus; w takim ujęciu do rodzaju należą następujące gatunki:
- Caligavis chrysops (Latham, 1801) – maskowik pręgolicy
- Caligavis subfrenata (Salvadori, 1876) – maskowik czarnogardły
- Caligavis obscura (De Vis, 1897) – maskowik pstrogłowy